# Nathaniel Castillo
Nathaniel Castillo (Manila, 20 giugno 1954) è un ex cestista filippino.

## Carriera
Con le Filippine ha disputato i Campionati mondiali del 1978.